# Seven de Dubái 2016
El Seven de Dubái 2016 es la decimoséptima edición del Seven de Dubái y es el torneo que dio comienzo a la Serie Mundial de Rugby 7 2016-17. Se realizó durante el primer fin de semana de diciembre de 2016 en el The Sevens Stadium en Dubái, Emiratos Árabes.
El campeón fue Sudáfrica tras vencer en la final por la Copa de Oro a Fiyi por 26 a 14.

## Formato
Se dividen en cuatro grupos de cuatro equipos, cada grupo se resuelve con el sistema de todos contra todos a una sola ronda; la victoria otorga 3 puntos, el empate 2 y la derrota 1 punto.
Los dos equipos con más puntos en cada grupo avanzan a cuartos de final de la Copa de Oro. Los cuatro ganadores avanzan a semifinales de la Copa de Oro, y los cuatro perdedores a semifinales de la Copa de Plata.
Los dos equipos con menos puntos en cada grupo avanzan a cuartos de final de la Copa de Bronce. Los cuatro ganadores avanzan a semifinales de la Copa de Bronce, y los cuatro perdedores a semifinales de la Copa Shield.

## Equipos participantes
Además de los 15 equipos que tienen su lugar asegurado para toda la temporada se suma como invitado la selección de Uganda ganadora del Campeonato Africano de Rugby 7 de 2016 luego de derrotar a Namibia en la final por 38-19.
| - Argentina - Australia - Canadá - Escocia | - Estados Unidos - Fiyi - Francia - Gales | - Inglaterra - Japón - Kenia - Nueva Zelanda | - Rusia - Samoa - Sudáfrica - Uganda |

## Fase de grupos
- Todos los horarios corresponden al huso horario local: UTC+4.[4]

### Grupo A
| Pos | Países    | Pts | Partidos | Partidos | Partidos | Partidos | Tantos | Tantos | Tantos |
| Pos | Países    | Pts | J        | G        | E        | P        | PF     | PC     | DP     |
| --- | --------- | --- | -------- | -------- | -------- | -------- | ------ | ------ | ------ |
| 1   | Fiyi      | 9   | 3        | 3        | 0        | 0        | 72     | 50     | 22     |
| 2   | Gales     | 7   | 3        | 2        | 0        | 1        | 64     | 48     | 16     |
| 3   | Argentina | 5   | 3        | 1        | 0        | 2        | 59     | 57     | 2      |
| 4   | Canadá    | 3   | 3        | 0        | 0        | 3        | 38     | 78     | -40    |

|  | Avanzan a cuartos de final. |

#### Resultados
| 2 de diciembre, 10:30 | Argentina | 19 - 21 | Gales | The Sevens Stadium, Dubái |  |
|                       |           | Reporte |       |                           |  |

| 2 de diciembre, 10:52 | Fiyi | 26 - 19 | Canadá | The Sevens Stadium, Dubái |  |
|                       |      | Reporte |        |                           |  |

| 2 de diciembre, 14:14 | Argentina | 21 - 14 | Canadá | The Sevens Stadium, Dubái |  |
|                       |           | Reporte |        |                           |  |

| 2 de diciembre, 14:36 | Fiyi | 24 - 12 | Gales | The Sevens Stadium, Dubái |  |
|                       |      | Reporte |       |                           |  |

| 2 de diciembre, 19:31 | Gales | 31 - 5  | Canadá | The Sevens Stadium, Dubái |  |
|                       |       | Reporte |        |                           |  |

| 2 de diciembre, 19:53 | Fiyi | 22 - 19 | Argentina | The Sevens Stadium, Dubái |  |
|                       |      | Reporte |           |                           |  |

### Grupo B
| Pos | Países         | Pts | Partidos | Partidos | Partidos | Partidos | Tantos | Tantos | Tantos |
| Pos | Países         | Pts | J        | G        | E        | P        | PF     | PC     | DP     |
| --- | -------------- | --- | -------- | -------- | -------- | -------- | ------ | ------ | ------ |
| 1   | Sudáfrica      | 9   | 3        | 3        | 0        | 0        | 86     | 22     | 64     |
| 2   | Escocia        | 7   | 3        | 2        | 0        | 1        | 54     | 40     | 14     |
| 3   | Estados Unidos | 5   | 3        | 1        | 0        | 2        | 51     | 40     | 11     |
| 4   | Uganda         | 3   | 3        | 0        | 0        | 3        | 21     | 110    | -89    |

|  | Avanzan a cuartos de final. |

#### Resultados
| 2 de diciembre, 9:44 | Estados Unidos | 5 - 14  | Escocia | The Sevens Stadium, Dubái |  |
|                      |                | Reporte |         |                           |  |

| 2 de diciembre, 10:06 | Sudáfrica | 46 - 0  | Uganda | The Sevens Stadium, Dubái |  |
|                       |           | Reporte |        |                           |  |

| 2 de diciembre, 12:44 | Estados Unidos | 29 - 7  | Uganda | The Sevens Stadium, Dubái |  |
|                       |                | Reporte |        |                           |  |

| 2 de diciembre, 13:06 | Sudáfrica | 21 - 5  | Escocia | The Sevens Stadium, Dubái |  |
|                       |           | Reporte |         |                           |  |

| 2 de diciembre, 18:44 | Escocia | 35 - 14 | Uganda | The Sevens Stadium, Dubái |  |
|                       |         | Reporte |        |                           |  |

| 2 de diciembre, 19:06 | Sudáfrica | 19 - 17 | Estados Unidos | The Sevens Stadium, Dubái |  |
|                       |           | Reporte |                |                           |  |

### Grupo C
| Pos | Países        | Pts | Partidos | Partidos | Partidos | Partidos | Tantos | Tantos | Tantos |
| Pos | Países        | Pts | J        | G        | E        | P        | PF     | PC     | DP     |
| --- | ------------- | --- | -------- | -------- | -------- | -------- | ------ | ------ | ------ |
| 1   | Inglaterra    | 9   | 3        | 3        | 0        | 0        | 83     | 26     | 57     |
| 2   | Nueva Zelanda | 7   | 3        | 2        | 0        | 1        | 64     | 52     | 12     |
| 3   | Samoa         | 5   | 3        | 1        | 0        | 2        | 45     | 60     | -15    |
| 4   | Rusia         | 3   | 3        | 0        | 0        | 3        | 27     | 81     | -54    |

|  | Avanzan a cuartos de final. |

#### Resultados
| 2 de diciembre, 11:14 | Inglaterra | 19 - 7  | Samoa | The Sevens Stadium, Dubái |  |
|                       |            | Reporte |       |                           |  |

| 2 de diciembre, 11:36 | Nueva Zelanda | 26 - 5  | Rusia | The Sevens Stadium, Dubái |  |
|                       |               | Reporte |       |                           |  |

| 2 de diciembre, 14:58 | Inglaterra | 38 - 7  | Rusia | The Sevens Stadium, Dubái |  |
|                       |            | Reporte |       |                           |  |

| 2 de diciembre, 15:20 | Nueva Zelanda | 26 - 21 | Samoa | The Sevens Stadium, Dubái |  |
|                       |               | Reporte |       |                           |  |

| 2 de diciembre, 20:15 | Samoa | 17 - 15 | Rusia | The Sevens Stadium, Dubái |  |
|                       |       | Reporte |       |                           |  |

| 2 de diciembre, 20:37 | Nueva Zelanda | 12 - 26 | Inglaterra | The Sevens Stadium, Dubái |  |
|                       |               | Reporte |            |                           |  |

### Grupo D
| Pos | Países    | Pts | Partidos | Partidos | Partidos | Partidos | Tantos | Tantos | Tantos |
| Pos | Países    | Pts | J        | G        | E        | P        | PF     | PC     | DP     |
| --- | --------- | --- | -------- | -------- | -------- | -------- | ------ | ------ | ------ |
| 1   | Australia | 9   | 3        | 3        | 0        | 0        | 64     | 26     | 38     |
| 2   | Francia   | 7   | 3        | 2        | 0        | 1        | 59     | 42     | 17     |
| 3   | Kenia     | 5   | 3        | 1        | 0        | 2        | 43     | 48     | -5     |
| 4   | Japón     | 3   | 3        | 0        | 0        | 3        | 21     | 71     | -50    |

|  | Avanzan a cuartos de final. |

#### Resultados
| 2 de diciembre, 9:00 | Kenia | 14 - 24 | Francia | The Sevens Stadium, Dubái |  |
|                      |       | Reporte |         |                           |  |

| 2 de diciembre, 9:22 | Australia | 19 - 14 | Japón | The Sevens Stadium, Dubái |  |
|                      |           | Reporte |       |                           |  |

| 2 de diciembre, 12:00 | Kenia | 17 - 7  | Japón | The Sevens Stadium, Dubái |  |
|                       |       | Reporte |       |                           |  |

| 2 de diciembre, 12:22 | Australia | 28 - 0  | Francia | The Sevens Stadium, Dubái |  |
|                       |           | Reporte |         |                           |  |

| 2 de diciembre, 18:00 | Francia | 35 - 0  | Japón | The Sevens Stadium, Dubái |  |
|                       |         | Reporte |       |                           |  |

| 2 de diciembre, 18:22 | Australia | 17 - 12 | Kenia | The Sevens Stadium, Dubái |  |
|                       |           | Reporte |       |                           |  |

## Etapa eliminatoria

### Copa de oro
|  | Cuartos de final | Cuartos de final | Cuartos de final |            |       | Semifinales | Semifinales | Semifinales |            |              | Copa de oro  | Copa de oro  | Copa de oro |  |
|  |                  |                  |                  |            |       |             |             |             |            |              |              |              |             |  |
|  |                  |                  |                  |            |       |             |             |             |            |              |              |              |             |  |
|  | Fiyi             | Fiyi             | 40               |            |       |             |             |             |            |              |              |              |             |  |
|  | Fiyi             | Fiyi             | 40               |            |       |             |             |             |            |              |              |              |             |  |
|  | Francia          | Francia          | 5                |            |       |             |             |             |            |              |              |              |             |  |
|  | Francia          | Francia          | 5                |            | Fiyi  | Fiyi        | 31          |             |            |              |              |              |             |  |
|  |                  |                  |                  |            | Fiyi  | Fiyi        | 31          |             |            |              |              |              |             |  |
|  |                  |                  | Inglaterra       | Inglaterra | 12    |             |             |             |            |              |              |              |             |  |
|  | Inglaterra       | Inglaterra       | Inglaterra       | Inglaterra | 12    | 24          |             |             |            |              |              |              |             |  |
|  | Inglaterra       | Inglaterra       |                  |            |       |             |             |             |            |              |              |              |             |  |
|  | Escocia          | Escocia          | 21               |            |       |             |             |             |            |              |              |              |             |  |
|  | Escocia          | Escocia          | 21               |            |       |             |             |             |            | Fiyi         | Fiyi         | 14           |             |  |
|  |                  |                  |                  |            |       |             |             |             |            | Fiyi         | Fiyi         | 14           |             |  |
|  |                  |                  | Sudáfrica        | Sudáfrica  | 26    |             |             |             |            |              |              |              |             |  |
|  | Australia        | Australia        | Sudáfrica        | Sudáfrica  | 26    | 12          |             |             |            |              |              |              |             |  |
|  | Australia        | Australia        |                  |            |       |             |             |             |            |              |              |              |             |  |
|  | Gales            | Gales            | 21               |            |       |             |             |             |            |              |              |              |             |  |
|  | Gales            | Gales            | 21               |            | Gales | Gales       | 5           |             |            | Tercer lugar | Tercer lugar | Tercer lugar |             |  |
|  |                  |                  |                  |            | Gales | Gales       | 5           |             |            | Tercer lugar | Tercer lugar | Tercer lugar |             |  |
|  |                  |                  | Sudáfrica        | Sudáfrica  | 36    |             |             |             |            |              |              |              |             |  |
|  | Sudáfrica        | Sudáfrica        | Sudáfrica        | Sudáfrica  | 36    | 40          |             |             | Inglaterra | Inglaterra   | 38           |              |             |  |
|  | Sudáfrica        | Sudáfrica        |                  |            |       |             |             |             | Inglaterra | Inglaterra   | 38           |              |             |  |
|  | Nueva Zelanda    | Nueva Zelanda    | 0                |            |       |             |             |             |            |              | Gales        | Gales        | 10          |  |
|  | Nueva Zelanda    | Nueva Zelanda    | 0                |            |       |             |             |             |            |              | Gales        | Gales        | 10          |  |
|  |                  |                  |                  |            |       |             |             |             |            |              |              |              |             |  |

#### Cuartos de final
| 3 de diciembre, 11:00 | Fiyi | 40 - 5  | Francia | The Sevens Stadium, Dubái |  |
|                       |      | Reporte |         |                           |  |

| 3 de diciembre, 11:22 | Inglaterra | 24 - 21 | Escocia | The Sevens Stadium, Dubái |  |
|                       |            | Reporte |         |                           |  |

| 3 de diciembre, 11:44 | Australia | 12 - 21 | Gales | The Sevens Stadium, Dubái |  |
|                       |           | Reporte |       |                           |  |

| 3 de diciembre, 12:06 | Sudáfrica | 40 - 0  | Nueva Zelanda | The Sevens Stadium, Dubái |  |
|                       |           | Reporte |               |                           |  |

#### Semifinales
| 3 de diciembre, 16:41 | Fiyi | 31 - 12 | Inglaterra | The Sevens Stadium, Dubái |  |
|                       |      | Reporte |            |                           |  |

| 3 de diciembre, 17:03 | Gales | 5 - 36  | Sudáfrica | The Sevens Stadium, Dubái |  |
|                       |       | Reporte |           |                           |  |

#### Tercer puesto
| 3 de diciembre, 19:08 | Inglaterra | 38 - 10 | Gales | The Sevens Stadium, Dubái |  |
|                       |            | Reporte |       |                           |  |

#### Final
| 3 de diciembre, 19:33 | Fiyi | 14 - 26 | Sudáfrica | The Sevens Stadium, Dubái |  |
|                       |      | Reporte |           |                           |  |

| Bandera de Sudáfrica   |
| Campeón Sudáfrica      |
| 1º título del circuito |

### Copa de plata
|  | Semifinales   | Semifinales   | Semifinales |           |         | Copa de plata | Copa de plata | Copa de plata |  |
|  |               |               |             |           |         |               |               |               |  |
|  |               |               |             |           |         |               |               |               |  |
|  | Francia       | Francia       | 17          |           |         |               |               |               |  |
|  | Francia       | Francia       | 17          |           |         |               |               |               |  |
|  | Escocia       | Escocia       | 26          |           |         |               |               |               |  |
|  | Escocia       | Escocia       | 26          |           | Escocia | Escocia       | 12            |               |  |
|  |               |               |             |           | Escocia | Escocia       | 12            |               |  |
|  |               |               | Australia   | Australia | 19      |               |               |               |  |
|  | Australia     | Australia     | Australia   | Australia | 19      | 20            |               |               |  |
|  | Australia     | Australia     |             |           |         | 20            |               |               |  |
|  | Nueva Zelanda | Nueva Zelanda | 12          |           |         |               |               |               |  |
|  | Nueva Zelanda | Nueva Zelanda | 12          |           |         |               |               |               |  |
|  |               |               |             |           |         |               |               |               |  |

### Copa de bronce
|  | Eliminatoria   | Eliminatoria   | Eliminatoria   |                |           | Semifinales | Semifinales | Semifinales |  |       | Copa de bronce | Copa de bronce | Copa de bronce |  |
|  |                |                |                |                |           |             |             |             |  |       |                |                |                |  |
|  |                |                |                |                |           |             |             |             |  |       |                |                |                |  |
|  | Argentina      | Argentina      | 31             |                |           |             |             |             |  |       |                |                |                |  |
|  | Argentina      | Argentina      | 31             |                |           |             |             |             |  |       |                |                |                |  |
|  | Japón          | Japón          | 14             |                |           |             |             |             |  |       |                |                |                |  |
|  | Japón          | Japón          | 14             |                | Argentina | Argentina   | 10          |             |  |       |                |                |                |  |
|  |                |                |                |                | Argentina | Argentina   | 10          |             |  |       |                |                |                |  |
|  |                |                | Samoa          | Samoa          | 12        |             |             |             |  |       |                |                |                |  |
|  | Samoa          | Samoa          | Samoa          | Samoa          | 12        | 27          |             |             |  |       |                |                |                |  |
|  | Samoa          | Samoa          |                |                |           |             |             |             |  |       |                |                |                |  |
|  | Uganda         | Uganda         | 19             |                |           |             |             |             |  |       |                |                |                |  |
|  | Uganda         | Uganda         | 19             |                |           |             |             |             |  | Samoa | Samoa          | 14             |                |  |
|  |                |                |                |                |           |             |             |             |  | Samoa | Samoa          | 14             |                |  |
|  |                |                | Estados Unidos | Estados Unidos | 28        |             |             |             |  |       |                |                |                |  |
|  | Kenia          | Kenia          | Estados Unidos | Estados Unidos | 28        | 22          |             |             |  |       |                |                |                |  |
|  | Kenia          | Kenia          |                |                |           |             |             |             |  |       |                |                |                |  |
|  | Canadá         | Canadá         | 14             |                |           |             |             |             |  |       |                |                |                |  |
|  | Canadá         | Canadá         | 14             |                | Kenia     | Kenia       | 19          |             |  |       |                |                |                |  |
|  |                |                |                |                | Kenia     | Kenia       | 19          |             |  |       |                |                |                |  |
|  |                |                | Estados Unidos | Estados Unidos | 21        |             |             |             |  |       |                |                |                |  |
|  | Estados Unidos | Estados Unidos | Estados Unidos | Estados Unidos | 21        | 40          |             |             |  |       |                |                |                |  |
|  | Estados Unidos | Estados Unidos |                |                |           |             |             |             |  |       |                |                |                |  |
|  | Rusia          | Rusia          | 0              |                |           |             |             |             |  |       |                |                |                |  |
|  | Rusia          | Rusia          | 0              |                |           |             |             |             |  |       |                |                |                |  |
|  |                |                |                |                |           |             |             |             |  |       |                |                |                |  |

### Copa shield
|  | Semifinales | Semifinales | Semifinales |        |        | Copa shield | Copa shield | Copa shield |  |
|  |             |             |             |        |        |             |             |             |  |
|  |             |             |             |        |        |             |             |             |  |
|  | Japón       | Japón       | 19          |        |        |             |             |             |  |
|  | Japón       | Japón       | 19          |        |        |             |             |             |  |
|  | Uganda      | Uganda      | 26          |        |        |             |             |             |  |
|  | Uganda      | Uganda      | 26          |        | Uganda | Uganda      | 17          |             |  |
|  |             |             |             |        | Uganda | Uganda      | 17          |             |  |
|  |             |             | Canadá      | Canadá | 20     |             |             |             |  |
|  | Canadá      | Canadá      | Canadá      | Canadá | 20     | 27          |             |             |  |
|  | Canadá      | Canadá      |             |        |        | 27          |             |             |  |
|  | Rusia       | Rusia       | 5           |        |        |             |             |             |  |
|  | Rusia       | Rusia       | 5           |        |        |             |             |             |  |
|  |             |             |             |        |        |             |             |             |  |

## Posiciones finales
| Pos               | Equipo         |
| ----------------- | -------------- |
| Medalla de oro    | Sudáfrica      |
| 2                 | Fiyi           |
| 3                 | Inglaterra     |
| 4                 | Gales          |
| Medalla de plata  | Australia      |
| 6                 | Escocia        |
| 7                 | Nueva Zelanda  |
| 7                 | Francia        |
| Medalla de bronce | Estados Unidos |
| 10                | Samoa          |
| 11                | Kenia          |
| 11                | Argentina      |
| 13                | Canadá         |
| 14                | Uganda         |
| 15                | Japón          |
| 15                | Rusia          |